# Mikkel Wohlgemuth
Mikkel Wohlgemuth (* 4. Juni 1995) ist ein dänischer Fußballspieler auf der Position eines Mittelfeldspielers.

## Vereinskarriere
Der im Jahre 1995 geborene Wohlgemuth durchlief sämtliche Jugendspielklassen des FC Kopenhagen, ehe er in der Saison 2012/13 erstmals in der Profimannschaft eingesetzt wurde. Dabei wurde er in der vorletzten Runde bei der 0:1-Auswärtsniederlage gegen den Randers FC eingesetzt, als er in der 80. Spielminute für den schwedischen Internationalen Pierre Bengtsson auf den Rasen kam. Am Ende der Saison wurde der Hauptstadtklub Meister der dänischen Superliga und führte im darauffolgenden Jahr die U-19-Mannschaft des FC Kopenhagen als Kapitän durch die UEFA Youth League 2013/14. Nachdem es die Mannschaft durch die Gruppenphase gegen die U-19-Mannschaften von Real Madrid, Juventus Turin und Galatasaray Istanbul ohne Niederlage bis ins Achtelfinale schaffte, schied sie dort nach einer 1:4-Niederlage im Mini Estadi gegen das Jugendteam des FC Barcelona vom laufenden Turnier aus. Wohlgemuth war in sechs der sieben Spiele seiner Mannschaft über die volle Spieldauer im Einsatz und erzielte dabei zwei Tore.
Für das Profiteam, das sich in dieser Saison den Meistertitel sichern konnte, kam er im offiziellen Ligageschehen nicht zum Einsatz und saß dabei auch nur in den ersten beiden Runden, sowie in drei Runden am Saisonende auf der Ersatzbank. Zu einem Pflichtspieleinsatz für die Profis brachte er es allerdings doch. Im Drittrundenspiel des dänischen Pokals 2013/14, dem ersten Spiel des FC Kopenhagen, wurde der Mittelfeldakteur beim 4:2-Sieg über die Hvidovre IF in der 68. Spielminute für Igor Vetokele eingewechselt. In weiterer Folge erreichte das Team das Cupfinale, schied dort allerdings nach einer 2:4-Pleite gegen den Aalborg BK aus.
Auch in der Saison 2014/15 war Wohlgemuth mehr im Reserveteam des Klubs anzutreffen, wobei er hier vor allem ab Anfang 2015 zu regelmäßigen Einsätzen in der dänischen Reserveliga kam. Für Profieinsätze reichte es jedoch, wie in den beiden vorangegangenen Spielzeiten, nur ein einziges Mal. Seinen diesjährigen Profipflichtspieleinsatz hatte er am 25. Mai 2015 beim 1:0-Heimerfolg über OB, als er in Minute 90 für den Isländer Rúrik Gíslason auf den Rasen kam. Davor saß er bereits ab Runde 25 bis zum Saisonende regelmäßig auf der Ersatzbank, obwohl die Saison für ihn persönlich sehr schlecht begonnen hatte. Bereits in der Saisonvorbereitung verletzte sich Wohlgemuth schwer, als er sich bei einem U-19-Länderspiel gegen die Alterskollegen aus Deutschland einen Riss des vorderen Kreuzbandes zuzog und damit über ein halbes Jahr ausfiel, ehe er im Januar 2015 wieder einigermaßen regeneriert war. Auch danach dauerte es einige Zeit, bis er vom Profistab wieder in Betracht gezogen wurde und er seine Zeit in der Reserve verbringen musste. Mit dem FC Kopenhagen wurde er in dieser Zeit ein weiteres Mal dänischer Vizemeister. Im Pokal 2014/15 reichte es für Mikkel Wohlgemuth diesmal nicht für einen Einsatz, jedoch saß er in den beiden Halbfinalbegegnungen gegen die Esbjerg fB auf der Ersatzbank; am Ende gewann das Team nach einem 3:2-Sieg n. V. den diesjährigen Pokal.

## Nationalmannschaftskarriere
Erste Erfahrung in einer dänischen Jugendauswahl sammelte Wohlgemuth im Jahre 2010, als er erstmals ins Aufgebot der U-16-Nationalmannschaft beordert wurde. Dabei gab er sein Debüt bei einem internationalen Turnier in Latina, Italien, als er am 12. Oktober bei der 0:1-Niederlage gegen die Gastgeber von Beginn an zum Einsatz kam, in der 64. Minute mit der Gelben Karte verwarnt und nur wenige Minuten später mit der Roten Karte vorzeitig vom Platz geschickt wurde. Nach einem weiteren Einsatz in Latina nahm er mit der Mannschaft im Januar des folgenden Jahres am Schweizer Nachwuchsturnier für U-16-Mannschaften, dem Aegean Cup, teil, wo er es zu vier Länderspieleinsätzen brachte und mit der Mannschaft im Spiel um Platz 3 gegen die Türkei scheiterte.
Dieser sechste Länderspieleinsatz für die U-16 war auch sein letzter für dieses Team, ehe er etwas mehr als ein Jahr später für die dänische U-17-Auswahl debütierte. Sein erstes Spiel absolvierte er dabei am 21. Februar 2012 bei einem 1:1-Remis in einem Freundschaftsspiel gegen die Schweiz, als er über die volle Spieldauer durchspielte. Nach einem weiteren Freundschaftsspiel gegen die Alterskollegen aus der Schweiz absolvierte er im März 2012 drei Qualifikationsspiele zur U-17-Fußball-Europameisterschaft 2012 in der als Gruppenphase ausgelegten Eliterunde, wobei er sich mit der Mannschaft aufgrund einer schlechteren Tordifferenz im Vergleich zum Gruppenersten, der U-17 Islands, nicht für die spätere Europameisterschaft in Slowenien qualifizierte. Nach fünf absolvierten Länderspielen endete auch Wohlgemuths U-17-Zugehörigkeit und er wurde im Oktober 2012 erstmals in der U-18-Nationalelf Dänemarks eingesetzt.
Bis März 2013 wurde der Mittelfeldspieler in insgesamt fünf freundschaftlichen Länderspielen der U-18 eingesetzt, wobei er abermals torlos blieb, jedoch am 19. Februar 2013 bei einem 1:1-Remis gegen Island erstmals eine Juniorenauswahl seines Heimatlandes als Kapitän anführte. Ende Juli bzw. Anfang August 2013 war Mikkel Wohlgemuth Teil der dänischen U-20-Nationalmannschaft, die am diesjährigen Milk Cup in Nordirland teilnahm. Dabei kam er in drei U-20-Länderspielen zum Einsatz und blieb erneut torlos. Am 6. September 2013 gab er bei einer 1:3-Niederlage gegen Norwegen sein Debüt für die U-19-Nationalelf Dänemarks, als er im Spiel, das Teil des  Internordisk turnering war, von Beginn an im Einsatz war und in Minute 57 durch Jonas Hansen ersetzt wurde.
Für die U-19-Nationalmannschaft war er bis zu seinem vorerst letzten Einsatz Anfang Juni 2014 auch am häufigsten im Einsatz und kam dabei auf eine Bilanz von neun Länderspieleinsätzen, wobei ihm am 20. März 2014 bei einer 1:3-Niederlage gegen Montenegro sein erster Treffer für einen Jugendauswahl seines Heimatlandes gelang, als er in Minute 27 per Strafstoß die 1:0-Führung erzielte. Bei seinem vorerst letzten Länderspieleinsatz für Dänemark zog er sich am 2. Juni 2014 gegen die Deutschland einen Riss des vorderen Kreuzbandes zu und fiel damit über ein halbes Jahr aus, ehe er im Januar 2015 wieder einigermaßen regeneriert war.

## Erfolge
- Dänischer Meister: 2013